# Маћаш Kелемен
Маћаш Келемен (Ада, 1921 — Нови Сад, 2003) био је друштвено-политички радник САП Војводине и СФР Југославије.

## Биографија
Рођен у Ади 1921. године.
У току рата се прикључио Народноослободилачком покрету (НОП) и 1944. постао члан Комунистичке партије Југославије (КПЈ).
Био је председник Народног одбора среза Сента и Бечеј и потпредседник и председник Народног одбора среза Врбас, као и председник Народног одбора среза Суботица. Након завршеног Економског факултета налазио се на дужности покрајинског секретар за финансије, а 1963. је изабран за потпредседника Извршног већа АП Војводине.
Биран за посланика Савезне скупштине, као и за члана Савезне конференције Социјалистичког савеза радног народа Југославије и Покрајинског комитета Савеза комуниста Војводине. Био је председник Покрајинске конференције Социјалистичког савеза радног народа Србије за Војводину.
Након смрти Јожефа Нађа, 1969. изабран је од Покрајинског комитета Савеза комуниста Војводине за члана Председништва СКЈ. Приликом избора првог Председништва СФРЈ, јула 1971. Скупштина САП Војводине га је изабрала за њеног делегата у Председништву. На месту члана Председништва СКЈ тада га је заменио Мирко Чанадановић. Јула 1973. заједно са групом војвођанских руководилаца (Мирко Чанадановић, Геза Тиквицки, Пал Шоти и др), под оптужбом за „либерализам” смењен је са свих функција.